# ألفريدو كارلوماغنو
ألفريدو كارلوماغنو (بالإسبانية: Alfredo Carlomagno)‏ (مواليد 5 أكتوبر 1917) هو ملاكم أرجنتيني، مثّل بلاده في الألعاب الأولمبية الصيفية 1936.

## روابط خارجية
ألفريدو كارلوماغنو على موقع أوليمبيديا (الإنجليزية)